# Liga Jovem da UEFA de 2013–14
A Liga Jovem da UEFA de 2013–14 foi primeira temporada da Liga Jovem da UEFA, uma competição de clubes de futebol organizada pela UEFA e disputada pelas equipas sub-19 dos 32 clubes qualificados para a fase de grupos da Liga dos Campeões da UEFA de 2013–14.
A  final a quatro da Liga Jovem da UEFA de 2013–14 foi disputada a 14 de Abril Estádio Colovray em Nyon, Suíça. O Barcelona, vencedor da prova, recebeu o Troféu Lennart Johansson (Presidente Honorário da UEFA).

## Fase de Grupos
A Fase de Grupos foi disputada por 32 equipas, dispostas em 8 grupos de 4 equipas consoante o sorteio da Liga dos Campeões da UEFA de 2013–14, realizado no Mónaco a 29 de Agosto de 2013.
As equipas jogaram num formato todos contra todos a duas mãos. As jornadas foram disputadas a 17–18 Setembro, 1–2 Outubro, 22–23 Outubro, 5–6 Novembro, 26–27 Novembro, e 10–11 Dezembro 2013. As duas equipas mais bem classificadas de cada grupo avançaram para os Oitavos de Final.

### Grupo A
| Equipe            | Pts | J | V | E | D | GP | GC | SG |
| ----------------- | --- | - | - | - | - | -- | -- | -- |
| Real Sociedad     | 10  | 6 | 3 | 1 | 2 | 9  | 6  | +3 |
| Shakhtar Donetsk  | 9   | 6 | 2 | 3 | 1 | 9  | 8  | +1 |
| Bayer Leverkusen  | 7   | 6 | 2 | 1 | 3 | 11 | 14 | -3 |
| Manchester United | 7   | 6 | 2 | 1 | 3 | 9  | 10 | -1 |

|                   | MUN | SHA | BLE | RSO |
| ----------------- | --- | --- | --- | --- |
| Manchester United | –   | 1–1 | 4–3 | 0–1 |
| Shakhtar Donetsk  | 2–1 | –   | 2–2 | 0–0 |
| Bayer Leverkusen  | 3–1 | 1–2 | –   | 1–5 |
| Real Sociedad     | 0–2 | 3–2 | 0–1 | –   |

### Grupo B
| Equipe      | Pts | J | V | E | D | GP | GC | SG  |
| ----------- | --- | - | - | - | - | -- | -- | --- |
| Real Madrid | 11  | 6 | 3 | 2 | 1 | 16 | 8  | +8  |
| København   | 10  | 6 | 2 | 4 | 0 | 11 | 9  | +2  |
| Juventus    | 8   | 6 | 2 | 2 | 2 | 14 | 13 | +1  |
| Galatasaray | 2   | 6 | 0 | 2 | 4 | 5  | 16 | -11 |

|             | RMA | JUV | GAL | COP |
| ----------- | --- | --- | --- | --- |
| Real Madrid | –   | 6–2 | 4–1 | 1–1 |
| Juventus    | 0–2 | –   | 3–1 | 0–1 |
| Galatasaray | 1–1 | 0–5 | –   | 0–1 |
| København   | 3–2 | 2–2 | 2–2 | –   |

### Grupo C
| Equipe              | Pts | J | V | E | D | GP | GC | SG  |
| ------------------- | --- | - | - | - | - | -- | -- | --- |
| Benfica             | 14  | 6 | 4 | 2 | 0 | 15 | 5  | +10 |
| Paris Saint-Germain | 7   | 6 | 1 | 4 | 1 | 5  | 7  | -2  |
| Anderlecht          | 5   | 6 | 1 | 2 | 3 | 8  | 13 | -5  |
| Olympiacos          | 4   | 6 | 0 | 4 | 2 | 3  | 6  | -3  |

|                     | BEN | PSG | OLY | AND |
| ------------------- | --- | --- | --- | --- |
| Benfica             | –   | 1–1 | 0–0 | 3–0 |
| Paris Saint-Germain | 1–4 | –   | 1–1 | 1–1 |
| Olympiacos          | 0–1 | 0–0 | –   | 0–0 |
| Anderlecht          | 3–6 | 0–1 | 4–2 | –   |

### Grupo D
| Equipe            | Pts | J | V | E | D | GP | GC | SG  |
| ----------------- | --- | - | - | - | - | -- | -- | --- |
| CSKA Moscou       | 13  | 6 | 4 | 1 | 1 | 13 | 4  | +9  |
| Manchester City   | 11  | 6 | 3 | 2 | 1 | 15 | 4  | +11 |
| Bayern de Munique | 10  | 6 | 3 | 1 | 2 | 10 | 10 | 0   |
| Viktoria Plzeň    | 0   | 6 | 0 | 0 | 6 | 2  | 22 | -20 |

|                   | BAY | CSKA | MCY | VKP |
| ----------------- | --- | ---- | --- | --- |
| Bayern de Munique | –   | 0–2  | 0–0 | 4–0 |
| CSKA Moscou       | 1–2 | –    | 1–1 | 5–0 |
| Manchester City   | 6–0 | 1–2  | –   | 3–0 |
| Viktoria Plzeň    | 1–4 | 0–2  | 1–4 | –   |

### Grupo E
| Equipe           | Pts | J | V | E | D | GP | GC | SG  |
| ---------------- | --- | - | - | - | - | -- | -- | --- |
| Chelsea          | 18  | 6 | 6 | 0 | 0 | 18 | 1  | +17 |
| Schalke 04       | 10  | 6 | 3 | 1 | 2 | 14 | 5  | +9  |
| Steaua Bucareste | 5   | 6 | 1 | 2 | 3 | 5  | 15 | -10 |
| Basel            | 1   | 6 | 0 | 1 | 5 | 4  | 20 | -16 |

|                  | CHE | SCH | BAS | STE |
| ---------------- | --- | --- | --- | --- |
| Chelsea          | –   | 1–0 | 4–0 | 5–0 |
| Schalke 04       | 0–2 | –   | 5–1 | 3–0 |
| Basel            | 1–2 | 0–5 | –   | 1–3 |
| Steaua Bucareste | 0–4 | 1–1 | 1–1 | –   |

### Grupo F
| Equipe                 | Pts | J | V | E | D | GP | GC | SG |
| ---------------------- | --- | - | - | - | - | -- | -- | -- |
| Arsenal                | 9   | 6 | 2 | 3 | 1 | 12 | 7  | +5 |
| Napoli                 | 9   | 6 | 3 | 0 | 3 | 8  | 9  | -1 |
| Borussia Dortmund      | 8   | 6 | 2 | 2 | 2 | 10 | 10 | 0  |
| Olympique de Marseille | 7   | 6 | 2 | 1 | 3 | 10 | 14 | -4 |

|                        | ARS | OLM | BOR | NAP |
| ---------------------- | --- | --- | --- | --- |
| Arsenal                | –   | 1–1 | 0–0 | 4–1 |
| Olympique de Marseille | 1–4 | –   | 4–1 | 2–1 |
| Borussia Dortmund      | 2–2 | 5–2 | –   | 2–1 |
| Napoli                 | 2–1 | 2–0 | 1–0 | –   |

### Grupo G
| Equipe             | Pts | J | V | E | D | GP | GC | SG |
| ------------------ | --- | - | - | - | - | -- | -- | -- |
| Atlético de Madrid | 13  | 6 | 4 | 1 | 1 | 17 | 14 | +3 |
| Austria Viena      | 11  | 6 | 3 | 2 | 1 | 12 | 6  | +6 |
| Porto              | 8   | 6 | 2 | 2 | 2 | 9  | 10 | -1 |
| Zenit              | 1   | 6 | 0 | 1 | 5 | 9  | 17 | -8 |

|                    | PTO | ATM | ZEN | ATV |
| ------------------ | --- | --- | --- | --- |
| Porto              | –   | 3–1 | 2–2 | 0–0 |
| Atlético de Madrid | 3–2 | –   | 4–2 | 2–1 |
| Zenit              | 1–2 | 3–4 | –   | 0–3 |
| Austria Viena      | 3–0 | 3–3 | 2–1 | –   |

### Grupo H
| Equipe    | Pts | J | V | E | D | GP | GC | SG  |
| --------- | --- | - | - | - | - | -- | -- | --- |
| Barcelona | 16  | 6 | 5 | 1 | 0 | 20 | 5  | +5  |
| Milan     | 8   | 5 | 2 | 2 | 1 | 10 | 11 | -1  |
| Celtic    | 4   | 6 | 1 | 1 | 4 | 8  | 12 | -4  |
| Ajax      | 3   | 5 | 1 | 0 | 4 | 6  | 16 | -10 |

|           | BAR | MIL | AJA | CEL |
| --------- | --- | --- | --- | --- |
| Barcelona | –   | 1–1 | 4–1 | 3–0 |
| Milan     | 2–6 | –   | ND  | 3–1 |
| Ajax      | 0–4 | 2–3 | –   | 2–1 |
| Celtic    | 1–2 | 1–1 | 4–1 | –   |

## Fase Final
Na fase final, as equipas disputaram as eliminatórias a uma só mão. Em caso de o empate, os jogos seriam decididos através da marcação de grandes penalidades, sem prolongamento.
As regras do sorteios são as seguintes:
- No sorteio dos oitavos de final, os oito vencedores dos grupos foram designados cabeças de série, enquanto os restantes foram não-cabeças de série. As equipas cabeças de série recebem as restantes equipas. Equipas do mesmo grupo ou do mesmo país não se podem defrontar.
- O alinhamento da eliminatórias seguintes foi realizado por sorteio puro.

As meias finais e final decorrerão em terreno neutro, no Estádio Colovray em Nyon, Suíça.
O sorteio da fase final foi realizado a 16  de Dezembro 2013.
|  | Oitavas-de-finais | Oitavas-de-finais | Oitavas-de-finais |             |                 | Quartas-de-finais | Quartas-de-finais | Quartas-de-finais |  |  | Semifinais | Semifinais | Semifinais |  |  | Final | Final | Final |  |
|  |                   |                   |                   |             |                 |                   |                   |                   |  |  |            |            |            |  |  |       |       |       |  |
|  | 1                 | CSKA Moscow       | 1                 |             |                 |                   |                   |                   |  |  |            |            |            |  |  |       |       |       |  |
|  | 1                 | CSKA Moscow       | 1                 |             |                 |                   |                   |                   |  |  |            |            |            |  |  |       |       |       |  |
|  | 16                | Paris SG          | 2                 |             |                 |                   |                   |                   |  |  |            |            |            |  |  |       |       |       |  |
|  | 16                | Paris SG          | 2                 |             | Paris SG        | Paris SG          | 0                 |                   |  |  |            |            |            |  |  |       |       |       |  |
|  |                   |                   |                   |             | Paris SG        | Paris SG          | 0                 |                   |  |  |            |            |            |  |  |       |       |       |  |
|  |                   |                   | Real Madrid       | Real Madrid | 1               |                   |                   |                   |  |  |            |            |            |  |  |       |       |       |  |
|  | 8                 | Real Madrid       | Real Madrid       | Real Madrid | 1               | 2                 |                   |                   |  |  |            |            |            |  |  |       |       |       |  |
|  | 8                 | Real Madrid       |                   |             |                 |                   |                   |                   |  |  |            |            |            |  |  |       |       |       |  |
|  | 9                 | Napoli            | 1                 |             |                 |                   |                   |                   |  |  |            |            |            |  |  |       |       |       |  |
|  | 9                 | Napoli            | 1                 |             | Real Madrid     | Real Madrid       | 0                 |                   |  |  |            |            |            |  |  |       |       |       |  |
|  |                   |                   |                   |             |                 |                   |                   |                   |  |  |            |            |            |  |  |       |       |       |  |
|  |                   |                   | Benfica           | Benfica     | 4               |                   |                   |                   |  |  |            |            |            |  |  |       |       |       |  |
|  | 5                 | Atlético Madrid   | Benfica           | Benfica     | 4               | 0                 |                   |                   |  |  |            |            |            |  |  |       |       |       |  |
|  | 5                 | Atlético Madrid   |                   |             |                 |                   |                   |                   |  |  |            |            |            |  |  |       |       |       |  |
|  | 12                | Manchester City   | 1                 |             |                 |                   |                   |                   |  |  |            |            |            |  |  |       |       |       |  |
|  | 12                | Manchester City   | 1                 |             | Manchester City | Manchester City   | 1                 |                   |  |  |            |            |            |  |  |       |       |       |  |
|  |                   |                   |                   |             | Manchester City | Manchester City   | 1                 |                   |  |  |            |            |            |  |  |       |       |       |  |
|  |                   |                   | Benfica           | Benfica     | 2               |                   |                   |                   |  |  |            |            |            |  |  |       |       |       |  |
|  | 4                 | Benfica           | Benfica           | Benfica     | 2               | 4                 |                   |                   |  |  |            |            |            |  |  |       |       |       |  |
|  | 4                 | Benfica           |                   |             |                 |                   |                   |                   |  |  |            |            |            |  |  |       |       |       |  |
|  | 13                | Austria Wien      | 1                 |             |                 |                   |                   |                   |  |  |            |            |            |  |  |       |       |       |  |
|  | 13                | Austria Wien      | 1                 |             | Benfica         | Benfica           | 0                 |                   |  |  |            |            |            |  |  |       |       |       |  |
|  |                   |                   |                   |             |                 |                   |                   |                   |  |  |            |            |            |  |  |       |       |       |  |
|  |                   |                   | Barcelona         | Barcelona   | 3               |                   |                   |                   |  |  |            |            |            |  |  |       |       |       |  |
|  | 6                 | Chelsea           | Barcelona         | Barcelona   | 3               | 4                 |                   |                   |  |  |            |            |            |  |  |       |       |       |  |
|  | 6                 | Chelsea           |                   |             |                 |                   |                   |                   |  |  |            |            |            |  |  |       |       |       |  |
|  | 11                | Milan             | 1                 |             |                 |                   |                   |                   |  |  |            |            |            |  |  |       |       |       |  |
|  | 11                | Milan             | 1                 |             | Chelsea         | Chelsea           | 1                 |                   |  |  |            |            |            |  |  |       |       |       |  |
|  |                   |                   |                   |             | Chelsea         | Chelsea           | 1                 |                   |  |  |            |            |            |  |  |       |       |       |  |
|  |                   |                   | Schalke 04        | Schalke 04  | 3               |                   |                   |                   |  |  |            |            |            |  |  |       |       |       |  |
|  | 3                 | Real Sociedad     | Schalke 04        | Schalke 04  | 3               | 1                 |                   |                   |  |  |            |            |            |  |  |       |       |       |  |
|  | 3                 | Real Sociedad     |                   |             |                 |                   |                   |                   |  |  |            |            |            |  |  |       |       |       |  |
|  | 14                | Schalke 04        | 2                 |             |                 |                   |                   |                   |  |  |            |            |            |  |  |       |       |       |  |
|  | 14                | Schalke 04        | 2                 |             | Schalke 04      | Schalke 04        | 0                 |                   |  |  |            |            |            |  |  |       |       |       |  |
|  |                   |                   |                   |             |                 |                   |                   |                   |  |  |            |            |            |  |  |       |       |       |  |
|  |                   |                   | Barcelona         | Barcelona   | 1               |                   |                   |                   |  |  |            |            |            |  |  |       |       |       |  |
|  | 7                 | Barcelona         | Barcelona         | Barcelona   | 1               | 4                 |                   |                   |  |  |            |            |            |  |  |       |       |       |  |
|  | 7                 | Barcelona         |                   |             |                 |                   |                   |                   |  |  |            |            |            |  |  |       |       |       |  |
|  | 10                | Copenhagen        | 1                 |             |                 |                   |                   |                   |  |  |            |            |            |  |  |       |       |       |  |
|  | 10                | Copenhagen        | 1                 |             | Barcelona       | Barcelona         | 4                 |                   |  |  |            |            |            |  |  |       |       |       |  |
|  |                   |                   |                   |             | Barcelona       | Barcelona         | 4                 |                   |  |  |            |            |            |  |  |       |       |       |  |
|  |                   |                   | Arsenal           | Arsenal     | 2               |                   |                   |                   |  |  |            |            |            |  |  |       |       |       |  |
|  | 2                 | Arsenal           | Arsenal           | Arsenal     | 2               | 3                 |                   |                   |  |  |            |            |            |  |  |       |       |       |  |
|  | 2                 | Arsenal           |                   |             |                 |                   |                   |                   |  |  |            |            |            |  |  |       |       |       |  |
|  | 15                | Shakhtar Donetsk  | 1                 |             |                 |                   |                   |                   |  |  |            |            |            |  |  |       |       |       |  |

### Semifinais
| 11 de abril de 2014 | Real Madrid | 0 - 4     | Benfica                                                    | Estádio Colovray, Nyon     |
|                     |             | Relatório | Hildeberto 9' · Nuno 15' (g.p.), 17' · Rochinha 56' (g.p.) | Árbitro: ROM Radu Petrescu |

| 11 de abril de 2014 | Schalke 04 | 0 - 1     | Barcelona      | Estádio Colovray, Nyon        |
|                     |            | Relatório | El-Haddadi 72' | Árbitro: POL Paweł Raczkowski |

### Final
| 14 de abril de 2014 | Benfica | 0 - 3     | Barcelona                        | Estádio Colovray, Nyon        |
| 16:30 (UTC+1)       |         | Relatório | Rodrigo 9' · El Haddadi 33', 88' | Árbitro: CZE Miroslav Zelinka |

## Premiação
| Liga Jovem da UEFA de 2013–14 |
| Espanha                       |
| ----------------------------- |
| Barcelona Campeão (1º título) |

## Estatísticas
| # | Jogador          | Equipe          | Gols | Tempo jogado |
| - | ---------------- | --------------- | ---- | ------------ |
| 1 | Munir El Haddadi | Barcelona       | 11   | 704'         |
| 2 | Devante Cole     | Manchester City | 6    | 578'         |
| 2 | John Swift       | Chelsea         | 6    | 630'         |
| 2 | Rochinha         | Benfica         | 6    | 732'         |

| # | Jogador          | Equipe    | Assist. | Tempo Jogando |
| - | ---------------- | --------- | ------- | ------------- |
| 1 | Munir El Haddadi | Barcelona | 5       | 704'          |
| 1 | Rochinha         | Benfica   | 5       | 732'          |
| 3 | Lionel Enguene   | Barcelona | 4       | 826'          |